# Belura acuticauda
Belura acuticauda là một loài chân đều trong họ Hyssuridae. Loài này được George & Negoescu miêu tả khoa học năm 1985.